# Коді
Коді́ (фр. Codi корс. Codi) — річка Корсики (Франція). Довжина 17,6 км, впадає у річку Ріццанезе.
Протікає через комуни: Серра-ді-Скопамен, Куенца, Сорболлано, Цикаво і тече територією департаменту Південна Корсика та кантонами: Таллано-Скопамене (Tallano-Scopamène), Цикаво (Zicavo) та Сартен (Sartène).